# حجرك
حجرك (بالفارسية: حجرک) هي مستوطنة تقع في قسم برون الريفي في إيران.